# On the Beach (альбом Криса Ри)
On the Beach (с англ. — «На пляже») — восьмой студийный альбом Криса Ри, выпущенный 14 апреля 1986 года. В 1987 году альбом был издан в СССР фирмой «Мелодия». 19 октября 1988 получил статус платинового в Великобритании.

## Список композиций
Слова и музыка всех песен — Криса Ри.
| №   | Название               | Длительность |
| --- | ---------------------- | ------------ |
| 1.  | «On the Beach»         | 5:04         |
| 2.  | «Little Blonde Plaits» | 4:17         |
| 3.  | «Giverny»              | 5:39         |
| 4.  | «Lucky Day»            | 3:57         |
| 5.  | «Just Passing Through» | 5:20         |
| 6.  | «It’s All Gone»        | 7:28         |
| 7.  | «Hello Friend»         | 4:19         |
| 8.  | «Two Roads»            | 3:44         |
| 9.  | «Light of Hope»        | 4:34         |
| 10. | «Auf Immer und Ewig»   | 4:11         |
| 11. | «Freeway»              | 4:12         |
| 12. | «Bless Them All»       | 2:30         |
| 13. | «Crack That Mould»     | 4:34         |

## В записи участвовали
- Крис Ри — вокал, гитары, клавишные, безладовая бас-гитара, слайд-гитара, bits
- Макс Миддлтон[англ.] — пианино, синтезатор, Минимуг, rhodes piano
- Кевин Лич — клавишные
- Йохан О’Нейлл — бас-гитара
- Дэйв Мэттекс[англ.] — барабаны
- Эйдриан Ри — барабаны
- Мартин Дитчэм — перкуссия
- Роберт Авай — гитары
- Стюарт Илс — запись
- Дейвид Ричардс — микширование
- Стило Руж — дизайн обложки
- Эккехарт Гарлитт — фотография
- Франсуа Ла Порт — фотография
- Джим Бич[англ.] — менеджмент
- Пол Лилли — менеджмент

## Интересные факты
- Композиции «Freeway», «Bless Them All», «Crack That Mould» не были добавлены на оригинальную пластинку.
- Немецкая электро-группа «York» сделала кавер-версию песни «On the Beach», занявшую 4 позицию в британских чартах июня 2000 года. Ещё одну кавер-версию записала австрийская хаус-группа «Sonic Palms» (2-е место на танцевальных чартах iTunes в июне 2009).
- «Auf Immer und Ewig» — основной трек из одноимённого фильма 1985 года.
- Данный альбом был издан в СССР фирмой Мелодия в 1986 году по лицензии Polydor Records. Это издание содержало только 10 песен, по 5 с каждой стороны грампластинки. В него не включены песни «Freeway», «Bless Them All» и «Crack That Mould».(изданы в оригинале только на cd)